# Marie Bracquemond
Pour les articles homonymes, voir Bracquemond.
Marie Bracquemond, née Marie Anne Caroline Quivoron le 1er décembre 1840 à Argenton-en-Landunvez et morte le 17 janvier 1916 à Sèvres, est une peintre, graveuse et céramiste française.
Elle est considérée par le critique d'art Gustave Geffroy, comme une des trois « grandes dames » de l'impressionnisme avec Berthe Morisot et Mary Cassatt. Portraitiste avant tout, elle est également peintre de fleurs, de natures mortes, de paysages et de scènes d'intérieur. Elle a aussi exécuté des décorations murales et des dessins pour des vases en céramique. Élève de jean Dominique Ingres, elle constate vite que le maître n'a que 'peu d'estime pour les femmes artistes '.Parce qu'il doutait d'elles il ne leur confiait que des peintures de fleurs, de fruits, des natures mortes, portraits ou scènes de genre. Elle finit par quitter le studio d'Ingres. Elle épouse Félix Bracquemond qui participe à la première exposition impressionniste de 1874. Lui est déjà connu des milieux artistiques d'avant garde.  Marie et Félix fréquentent des figures importantes de l'impressionnisme, Claude Monet, Edgar Degas, Paul Gauguin, Alfred Sisley. Marie expose elle en 1879 pour la première fois avec les impressionnistes.
Longtemps reléguée dans l'ombre de son mari Félix Bracquemond, elle commence à avoir une reconnaissance méritée grâce à de nombreuses expositions sur les femmes peintres au début du XXIe siècle,. Félix Bracquemond a une part de responsabilité dans la décision de Marie d'arrêter la peinture, en 1890. En effet il désapprouve les œuvres de Marie et il lui arrive même de cacher les tableaux qu'elle a fait quand ils ont de la visite. Ne jouissant pas de la même liberté que deux autres fondatrices de l'impressionnisme, la française Berthe Morisot et l'américaine Mary Cassatt, elle n'a sûrement pas pu exprimer l'étendue de son talent. En 2008 une exposition à Francfort à la Schirn Kunstalle Frankfurt a montré plus de 40 de ses œuvres et c'est sans doute le rassemblement le plus significatif depuis 1919.

## Biographie

### Les débuts

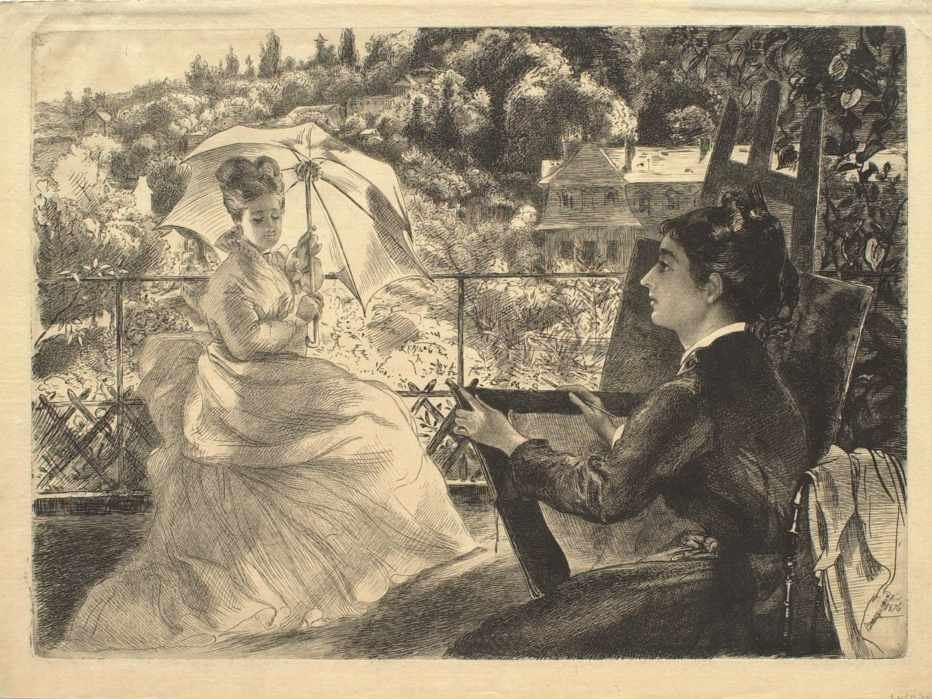
Félix Bracquemond, Sur la terrasse de la villa Brancas (1876), eau-forte. Marie Bracquemond à droite, sa demi-sœur à gauche.

Cette artiste, dont Philippe Burty déclare qu'elle est la plus intelligente des élèves d'Ingres, a donné des cours de dessin et a épousé en août 1869 Félix Bracquemond qu'elle avait rencontré au musée du Louvre en 1867. Elle débute au Salon de 1857 en signant ses premières œuvres du nom de « Pasquiou-Quivoron » et participe régulièrement aux Salons depuis 1864. À l'Exposition universelle de 1878, Marie Bracquemond présente un grand panneau en carreaux de céramique (environ 3 × 7 m, non localisé) sur le thème des Muses des arts et des Lettres réalisé pour le manufacturier Charles Haviland. Edgar Degas en fait le compliment à Félix Bracquemond dans une lettre où il le prie de transmettre son admiration à sa femme. Marie Bracquemond participe ainsi en 1879 à la quatrième exposition du groupe impressionniste où elle présente un plat de céramique et les cartons préparatoires qui ont servi à la fabrication du panneau de faïence Haviland. Elle produit également des eaux-fortes de qualité et en expose cinq lors de la deuxième exposition de la Société des peintres-graveurs français à la galerie Durand-Ruel en 1890.

### Avec les impressionnistes

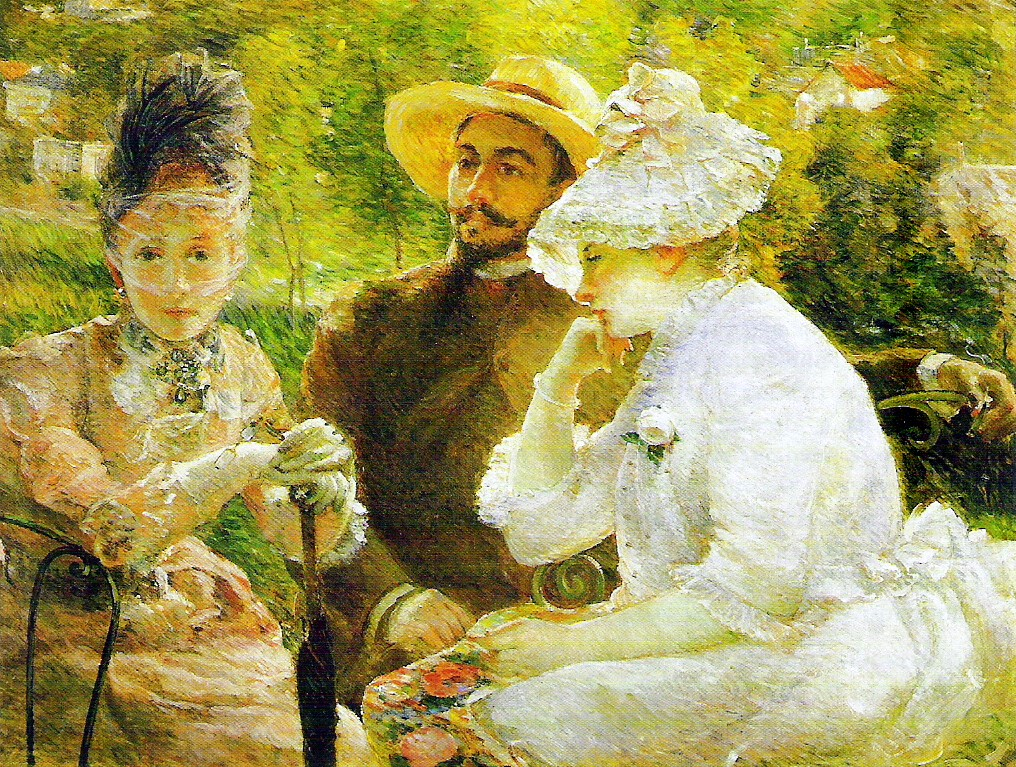
Marie Bracquemond, Sur la terrasse à Sèvres (1880), Genève, Petit Palais.

Initialement influencée par Ingres, notamment dans le portrait qu'elle fait de son fils en 1878, Marie Bracquemond s'éloigne ensuite de ce maître dont la méthode d'enseignement la rebute. Son style se personnalise avec des couleurs claires et des variations dans les tons de blanc avec son Portrait de femme présenté à la cinquième exposition impressionniste. Sa demi-sœur Louise est son modèle favori mais pour plusieurs portraits, les modèles restent inconnus et leurs attributions sans fondements comme pour l'artiste peintre au chevalet qualifié parfois d'Autoportrait.
À la huitième et dernière exposition impressionniste de 1886, elle envoie Portrait d'un jeune homme (Pierre Bracquemond dessinant un bouquet de fleurs), Portrait de Félix Bracquemond , Les Joueuses de jacquet et des aquarelles :  La Cueilleuse de pommes, Le Jardin et Jeunes filles.
Très amie avec Édouard Manet, auquel elle tiendra compagnie dans ses derniers jours, elle reproduit son style dans certaines de ses natures mortes (Les Crevettes, 1887) ou des vues de jardin (L'Allée). Elle admire Claude Monet et est aussi très liée avec le couple Sisley qui lui aurait servi de modèle pour le tableau En bateau (1880). Pour le tableau intitulé Sous la lampe, il s'agit en réalité d'un autoportrait de Marie et son époux.
En 1890, sa carrière publique est interrompue par son mari embarrassé par sa liberté créatrice. Son œuvre plonge alors dans un oubli remis en cause depuis peu.
Une grande partie des œuvres de Marie Bracquemond étant en mains privées, elles ne sont que rarement présentées lors d'expositions de femmes peintres ou d'impressionnistes.
Elle repose au côté de son époux à Sèvres au cimetière des Bruyères (tombe no 47).

## Œuvre
Les œuvres de Marie Bracquemond ont pour sujet le paysage de Sèvres ou les coteaux de Bellevue, mais aussi des portraits où les variations de couleurs montrent un savoir-faire apprécié par Gustave Geffroy. Dans la préface à l'exposition de Marie Bracquemont à la galerie Bernheim de 1919, il reprend des propos tenus en 1893 : « Il y a une parenté avec la peinture du siècle dernier, une continuation d'art sans imitation dans l'ajouté d'un sentiment très vif de la modernité d'une originalité rapide et franche ».

## Œuvres dans les collections publiques
- France
  - Montpellier, musée Fabre: Pierre peignant des fleurs, 1887.
  - Paris :
    - département des arts graphiques du musée du Louvre : fonds de dessins.
    - musée d'Orsay :
      - Trois Femmes aux ombrelles, huile sur toile ;
      - La Dame en blanc, huile sur toile.

    - Petit Palais : Le Goûter (Portrait de Louise Quivoron), vers 1880.

  - Rouen, musée des Beaux-Arts :
    - Autoportrait, 1870 ;
    - Portrait de Pierre Bracquemond enfant, 1878.
- Suisse
  - Genève, Petit Palais :
    - Sur la terrasse de Sèvres, 1880 ;
    - Vase, entre 1872 et 1881, terre cuite émaillée.

## Hommage
Des rues portent son nom dans le quartier de Château-Malo à Saint-Malo et à Thouaré-sur-Loire.

Œuvres de Marie Bracquemond
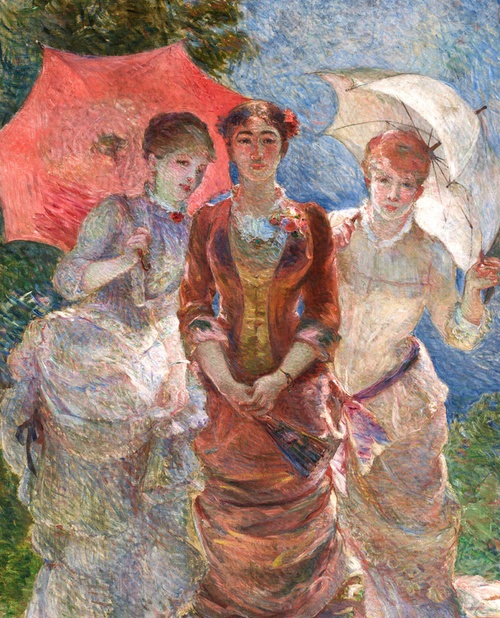
Trois Femmes aux ombrelles (détail), Paris, musée d'Orsay.
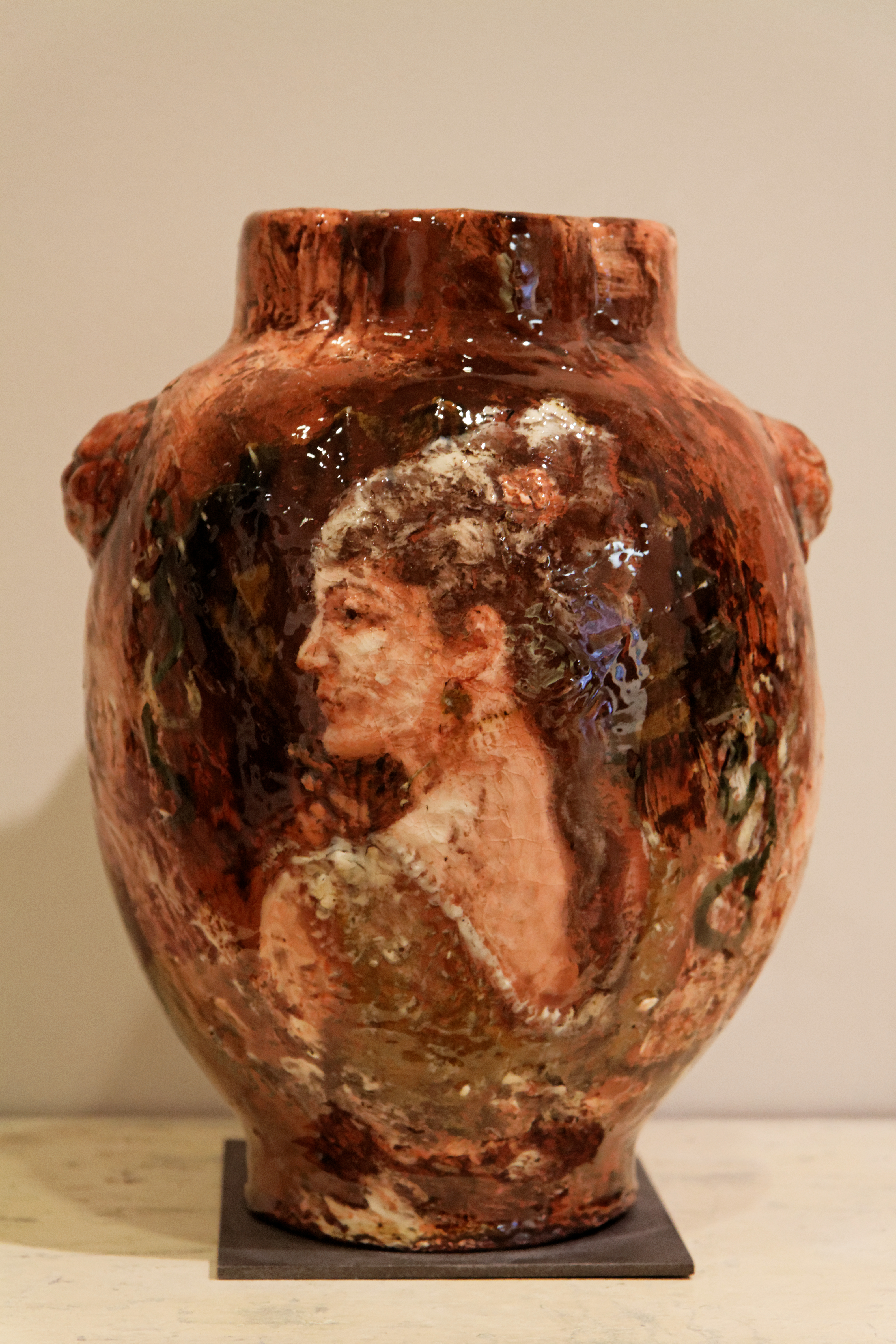
Vase (entre 1872 et 1881), Genève, Petit Palais.
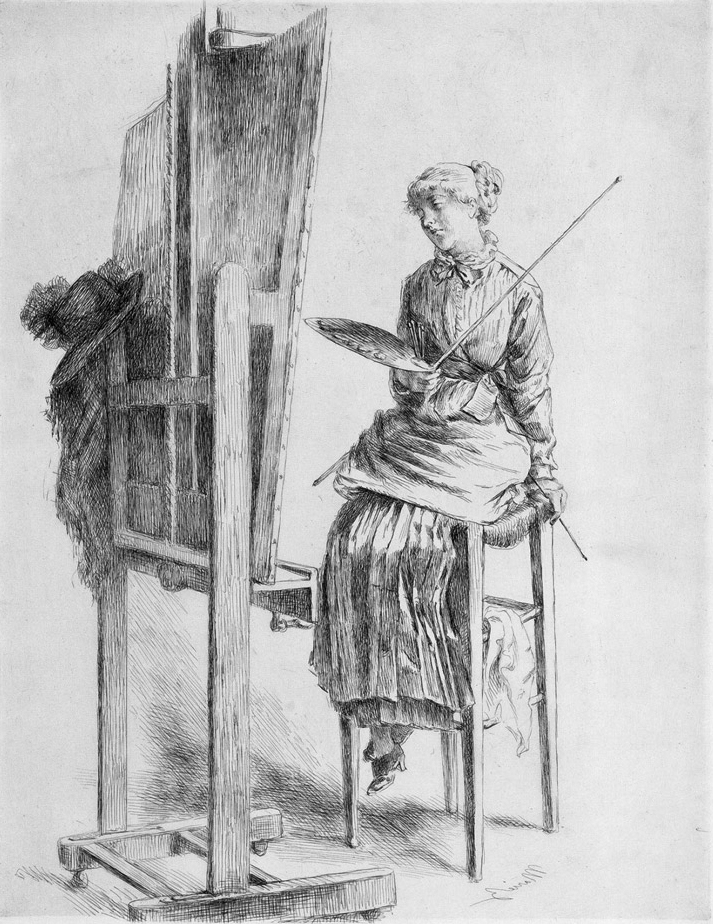
Autoportrait présumé, eau-forte.
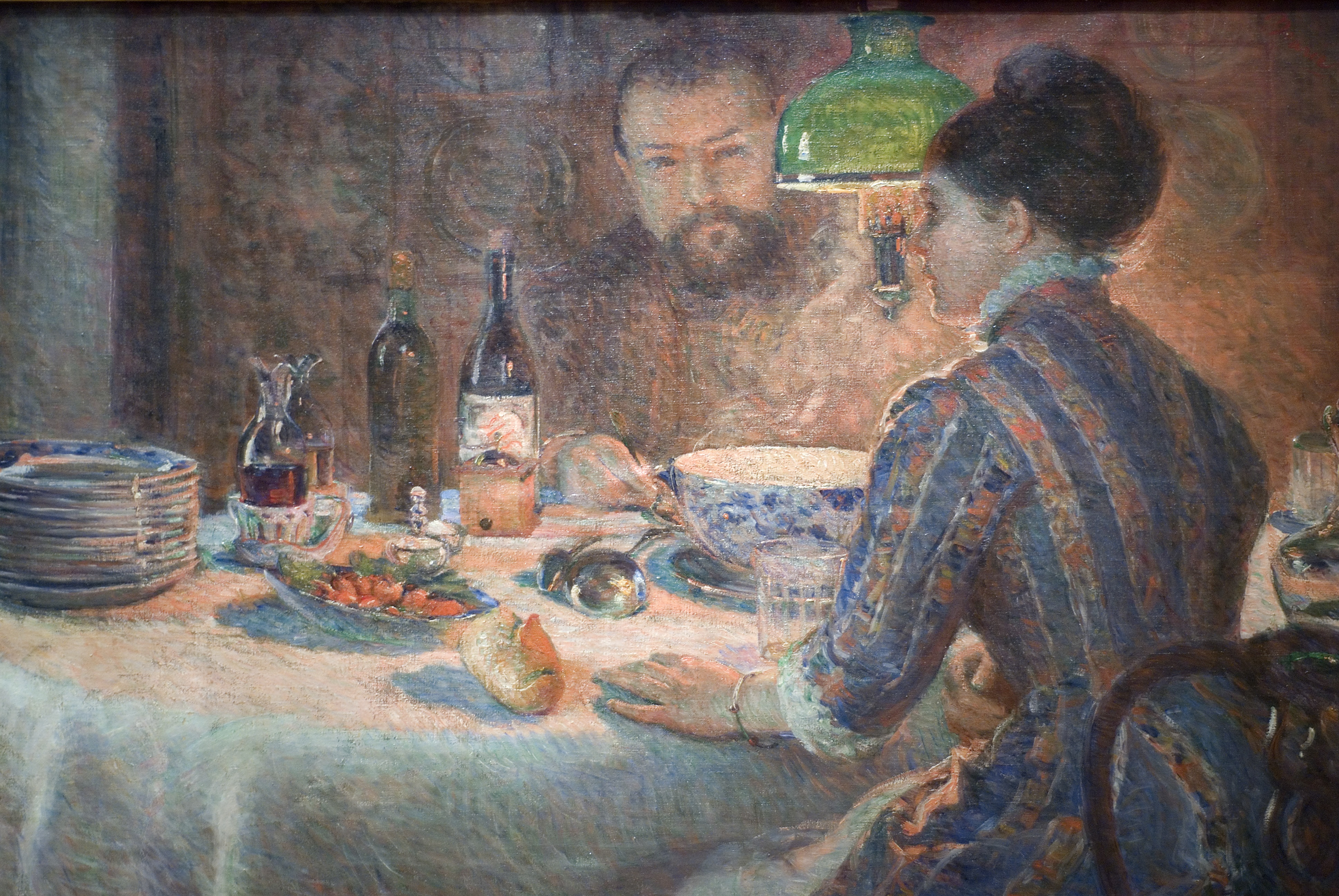
Sous la lampe (1877), Chicago, Galleries Maurice Sternberg (en). Le couple  Bracquemond .

Œuvres attribuées à Marie Bracquemond
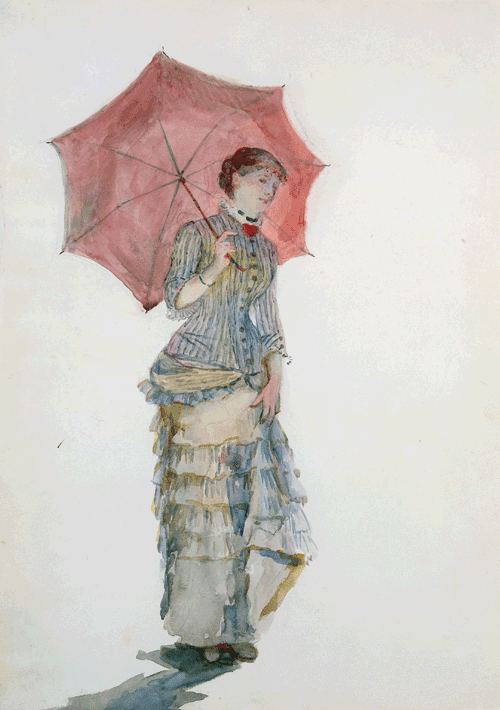
Femme à l'ombrelle (1880), localisation inconnue. Étude à l'aquarelle pour les Trois Femmes aux ombrelles.
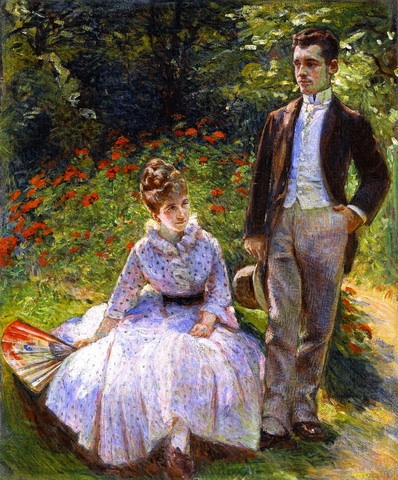
Pierre et sa tante Louise dans le jardin (1886), localisation inconnue.